# Alice Braga

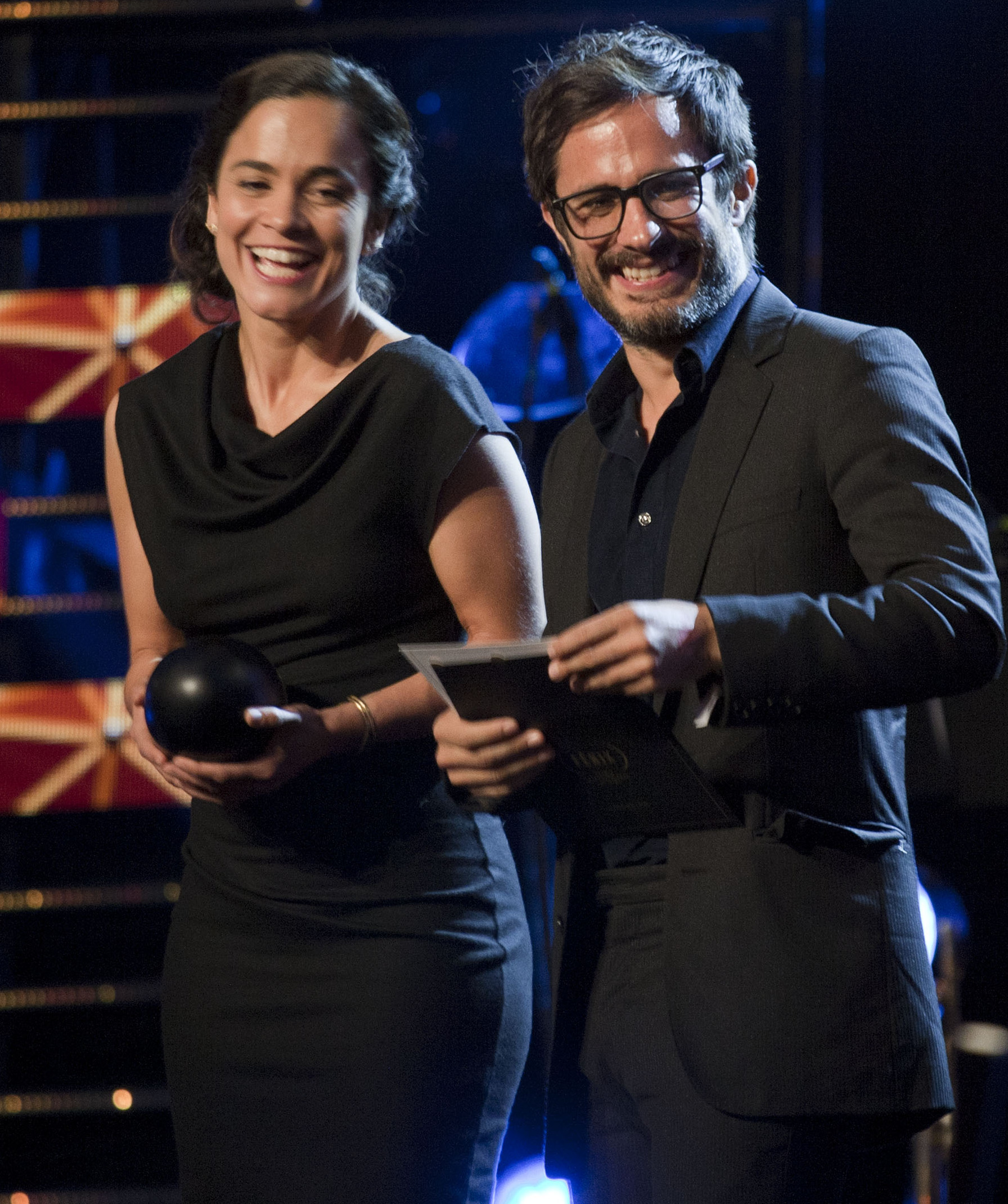
Alice Braga i Gael Garcia Bernal (2014)

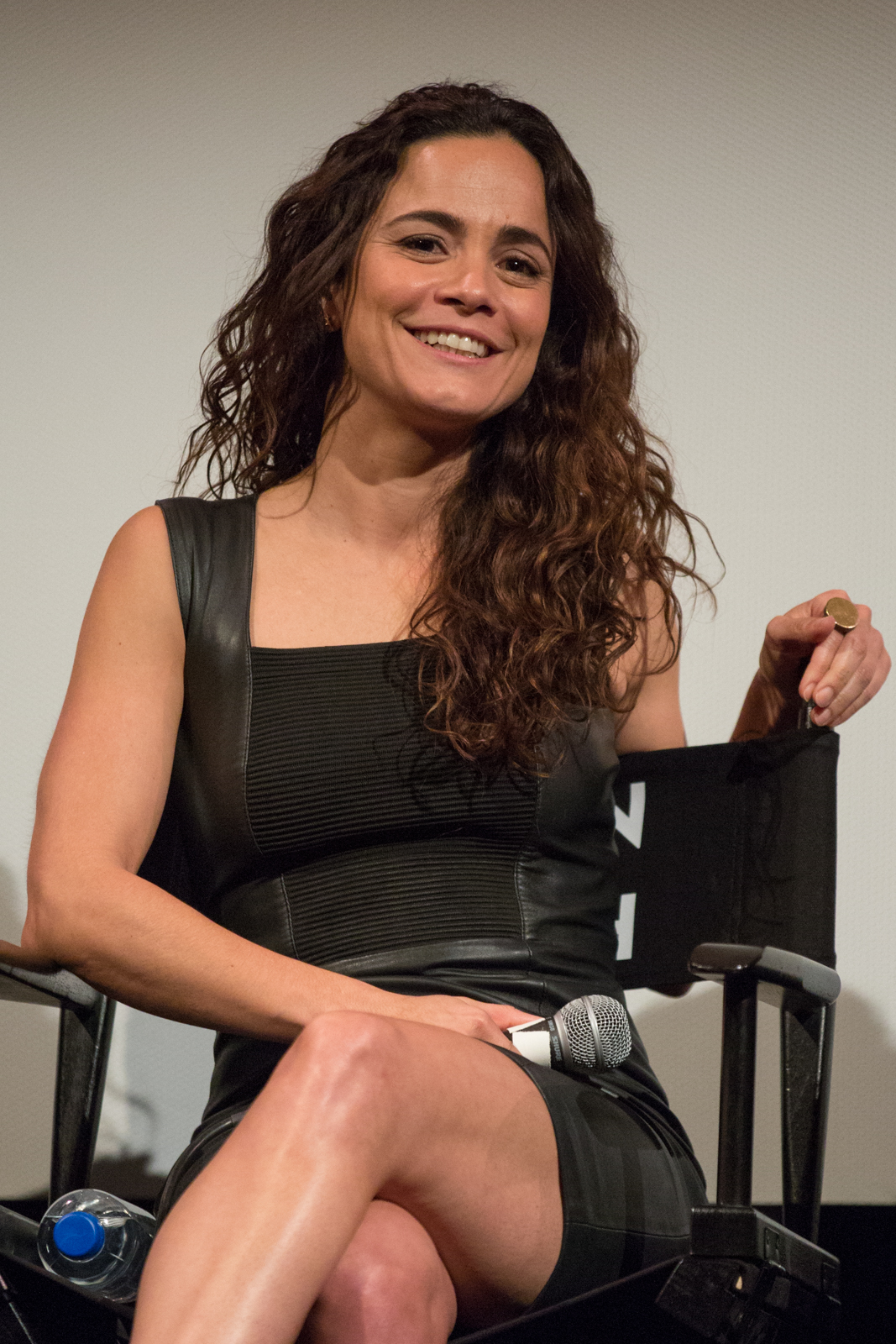
Alice Braga (2016)

Alice Braga Moraes (ur. 15 kwietnia 1983 w São Paulo) – brazylijska aktorka. Grała m.in. w filmach Miasto Boga (2002), Cidade Baixa (2005), Jestem legendą (2007). Jest siostrzenicą Sônii.

## Życiorys
Alice Braga przyszła na świat w aktorskiej rodzinie z São Paulo. Jej matka Ana Maria Braga występowała m.in. w filmie O Beijo da Mulher-Aranha z 1985 r., a jej ciotką jest brazylijska aktorka Sônia Braga, znana z takich filmów jak Gabriela, Tieta, Dona Flor i jej dwóch mężów i wielu innych. Ojciec Alice, Ninho Moraes jest dziennikarzem, a jej siostra Rita producentką filmową. Przed rozpoczęciem kariery aktorskiej, Alice Braga studiowała sztukę na Pontifícia Universidade Católica (PUC) w São Paulo, jednak w wieku 19 lat przerwała studia, żeby poświęcić się aktorstwu.

## Kariera
Już w szkole średniej Alice grała w przedstawieniach oraz w reklamach. W 1998 zadebiutowała w filmie krótkometrażowym Trampolim. Filmem, który przyniósł jej sławę było Miasto Boga z 2002 w reżyserii Fernando Meirellesa, gdzie wcieliła się w postać Angéliki. Film był nominowany do Oskara i Złotego Globu, a Alice Braga zaczęła być rozpoznawana w kraju i za granicą. W 2005 r. zagrała Karinnę w filmie Cidade Baixa w reżyserii Sérgio Machado i za tę rolę otrzymała pięć statuetek dla najlepszej aktorki podczas São Paulo Association of Art Critics Awards, Cinema Brazil Grand Prix, Rio de Janeiro International Film Festival, Premio Contigo Cinema i Verona Love Screens Film Festival. Alice przyznaje, że miała obawy, czy przyjąć tę rolę. Miała wówczas 22 lata, a film przewidywał śmiałe sceny z jej udziałem – grana przez nią postać prostytutki Karinny była uwikłana w miłosny trójkąt. W filmie Cidade Baixa u boku Alice Bragi wystąpili m.in. Wagner Moura i Lázaro Ramos. Aktorka tak wspomina współpracę z obydwoma aktorami:

Lázaro i Wagner byli wspaniali. Wiedzieli, że jestem niedoświadczoną aktorką i bardzo mnie wspierali. Chronili mnie i motywowali.

W 2007 r. Alice zagrała w hollywoodzkim filmie Jestem Legendą u boku Willa Smitha, a w 2009 ponownie wystąpiła w amerykańskim filmie Crossing Over, w którym zagrał również Harrison Ford. Inne międzynarodowe produkcje, w których zagrała to m.in. Repo Men – Windykatorzy z 2010 r. z udziałem Jude’a Lawa i Foresta Whitakera, Predators z tego samego roku z Adrienem Brody, Rytuał z 2011 z Anthonym Hopkinsem, dokument W drodze Waltera Sallesa z 2012, Trzy Razy Śmierć z 2014. Zagrała również w filmie Elizjum u boku Matta Damona i Wagnera Moury.

## Filmografia

### Kino
| Rok  | Tytuł                           | Rola                         |
| ---- | ------------------------------- | ---------------------------- |
| 1998 | Trampolim                       | Cláudia                      |
| 2002 | Miasto Boga                     | Angélica                     |
| 2005 | Cidade Baixa                    | Karina                       |
| 2005 | Carandiru, Outras Histórias     | Vânia                        |
| 2006 | Only God Knows                  | Dolores                      |
| 2006 | Journey to the End of the Night | Monique                      |
| 2006 | Drained                         | Kelnerka                     |
| 2007 | The Milky Way                   | Júlia                        |
| 2007 | Rummikub                        | Filha paulista               |
| 2007 | Jestem legendą                  | Anna Montez                  |
| 2008 | Redbelt                         | Sondra Terry                 |
| 2008 | Miasto ślepców                  | Kobieta w ciemnych okularach |
| 2009 | Crossing Over                   | Mireya Sanchez               |
| 2009 | Cabeça a Prêmio                 |                              |
| 2010 | Repo Men – Windykatorzy         | Beth                         |
| 2010 | Predators                       | Isabelle                     |
| 2011 | Rytuał                          | Angelina Vargas              |
| 2012 | As Brasileiras                  | Mirtes                       |
| 2012 | W drodze                        | Terry                        |
| 2012 | Miasto Boga – 10 lat później    | Grała samą siebie            |
| 2013 | Elizjum                         | Frey Santiago                |
| 2014 | Latitudes                       | Olivia                       |
| 2014 | The Ardor                       | Vania                        |
| 2014 | Trzy Razy Śmierć                | Alice Taylor                 |
| 2015 | The Duel                        | Marisol                      |
| 2016 | Entre Idas E Vindas             | Sandra                       |
| 2017 | Chata                           | Sophia                       |
| 2020 | Nowi mutanci                    | dr Cecilia Reyes             |
| 2023 | Hipnoza                         | Diana Cruz                   |

### Telewizja
| Rok       | Tytuł                       | Rola           |
| --------- | --------------------------- | -------------- |
| 2005      | Carandiru, Outras Histórias | Vânia          |
| 2010      | Superbonita                 | Prezenterka    |
| 2012      | As Brasileiras              | Mirtes         |
| 2016-2017 | Queen of the South          | Teresa Mendoza |

## Nagrody i nominacje
| Rok  | Nagroda                                     | Kategoria                                | Wynik         |           |
| ---- | ------------------------------------------- | ---------------------------------------- | ------------- | --------- |
| 2003 | Cinema Brazil Grand Prize                   | Najlepsza aktorka drugoplanowa           | Miasto Boga   | Nominacja |
| 2005 | Rio de Janeiro International Film Festival  | Najlepsza aktorka                        | Cidade Baixa  | Nagroda   |
| 2006 | ACIE Awards                                 | Najlepsza aktorka                        | Cidade Baixa  | Nagroda   |
| 2006 | São Paulo Association of Art Critics Awards | Najlepsza aktorka                        | Cidade Baixa  | Nagroda   |
| 2006 | SESC Film Festival                          | Najlepsza aktorka – nagroda publiczności | Cidade Baixa  | Nagroda   |
| 2006 | SESC Film Festival                          | Najlepsza aktorka – nagroda krytyków     | Cidade Baixa  | Nagroda   |
| 2006 | Verona Love Screens Film Festival           | Najlepsza rola                           | Cidade Baixa  | Nagroda   |
| 2006 | Prêmio Contigo Cinema                       | Najlepsza aktorka                        | Cidade Baixa  | Nagroda   |
| 2007 | Cinema Brazil Grand Prize                   | Najlepsza aktorka                        | Cidade Baixa  | Nagroda   |
| 2008 | Black Reel Awards                           | Najlepsza aktorka drugoplanowa           | Blindness     | Nominacja |
| 2008 | SESC Film Festival                          | Najlepsza aktorka – nagroda publiczności | The Milky Way | Nagroda   |
| 2008 | Cinema Brazil Grand Prize                   | Najlepsza aktorka drugoplanowa           | Drained       | Nominacja |